# Vanja Udovičić
Vanja Udovičić (em sérvio:  Вања Удовичић; Belgrado, 12 de setembro de 1982) é um ex-jogador de polo aquático sérvio, medalhista olímpico. Atualmente é ministro de esporte e juventude da Sérvia.

## Carreira
Udovičić integrou a equipe que conquistou a medalha de prata nos Jogos Olímpicos de 2004 representando a então Sérvia e Montenegro. Já competindo pela Sérvia independente fez parte dos elencos bronze olímpicos de Pequim 2008 e Londres 2012.